# فهرست اسلحه‌های باستانی
- آکیناکه (خنجر بلند سکایی/هخامنشی)
- برج متحرک
- برگستوان (زره اسب)
- بیش‌افکن Polybolos
- بیغال (نیزه دستی چوبی)
- پیکان
- پیکان‌افکن Springald
- تبر
- تبرزین
- تخته‌حمله Sambuca
- ترکش (تیردان)
- ترگ
- تُکمار (پیکان‌های سَرگِرد)
- تیر
- کمان Oxybeles
- تیردان
- تیرکمان شکمی Gastraphetes
- تیغ
- جوشن
- چرخ (گونه‌ای کمان)
- خدنگ
- خرکمان ballista
- خشت (گونه‌ای نیزه‌ی کوچک)
- خفتان
- خنجر
- دژکوب (باره‌کوب)
- زره‌پوش
- زنجیر
- زین
- ژوبین
- سپر
- سپرگذر Catapulta
- ستام (افسار و مهار اسب)
- سنگ‌افکن
- سوفار (نوک نیزه)
- شمشیر
- شهرگیر Helepolis
- فلاخن (قلابسنگ)
- قداره
- کشکنجیر
- کلاهخود
- کمان فولادی Arbalest
- کمان

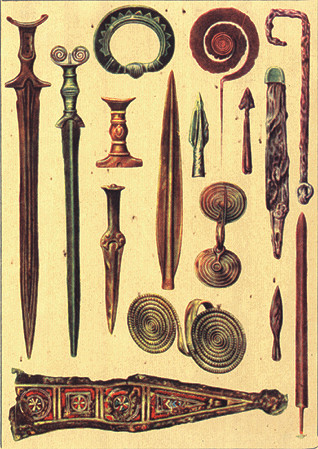
سلاح‌های دروه برنز، یافته‌شده در رومانی

- کماندان (تنها در دوره هخامنشی دیده شده.[۱]

)
- کمند
- کوشک‌انجیر
- گرز
- گوپال
- منجنیق
- نیزه

## دیگر فرهنگ‌ها

### خاورمیانه باستان
- خوپش (شمشیر داس‌شکل کنعانی-سومری)

### ژاپنی
- کتانا

### سرخ‌پوستی
- نیزه‌انداز (آتلاتل)